# Sun Lin
Sun Lin (chinesisch 孫綝; * 231; † 258), Großjährigkeitsname Zitong (子通), war ein Regent der Wu-Dynastie unter den Kaisern Sun Liang und Sun Xiu.

## Leben

### Nachfolge von Sun Jun
Sun Lin und sein Amtsvorgänger Sun Jun waren Vettern und stammten von Sun Jing ab, einem Bruder Sun Jians. Über Sun Lins Laufbahn bis zur plötzlichen Erkrankung seines Cousins ist sehr wenig bekannt. Als Sun Jun im Jahre 256 plötzlich unpässlich wurde, entschied er sich, Sun Lin zu seinem Nachfolger zu bestimmen. Wenig später starb er, und Sun Lin wurde Regent für den jungen Kaiser Sun Liang.
Diese Entwicklung verärgerte den General Lu Ju, denn schon Sun Lin war für seine autokratische Herrschaft und seine geringen Erfolge bekannt gewesen. Deshalb versuchte Lu Ju gemeinsam mit dem Premierminister Teng Yin, Sun Lin zu stürzen. Aber Sun Lin konnte sie mit seiner Streitmacht zurückschlagen und ließ Tengs gesamte Sippe hinrichten, während Lu Ju Selbstmord beging. Mit diesem Sieg begann Sun Lin, anmaßend zu werden.
Im Jahre 257 begann Kaiser Kuaiji im Alter von 14 Jahren, wichtige Staatsgeschäfte selbst zu handhaben. Er richtete ein persönliches Gardekorps ein, dass aus jungen Männern und gleichaltrigen Offizieren bestand. Er plante, gemeinsam mit ihnen aufzuwachsen. Oft genug stellte er auch Sun Lins Entscheidungen in Frage. Langsam wurde Sun Lin argwöhnisch über die neue Entscheidungsmacht des Kaisers.

### Aufstand des Wen Qin
Noch im selben Jahr (257) begann der Wei-General Zhuge Dan eine Rebellion gegen den Wei-Regenten Sima Zhao, dessen Usurpation er befürchtete. Zhuge bat Wu um Unterstützung, die in Form einer kleinen Division unter Wen Qin kam, der selbst ursprünglich Wei gedient hatte und später zu den Wu übergelaufen war. Sun Lin führte die Hauptstreitmacht ins Feld, ließ sie aber weit vom Schauplatz der Konfrontation (Shouchun) ein Lager aufschlagen. Als Zhuge Dan von Sima Zhao belagert wurde, tat Sun Lin nichts. Als er sich doch entschloss, Zhuge Dan zu entsetzen, verweigerte der General Zhu Yi den Befehl, weil die Truppen sehr schlecht versorgt und müde waren. Sun Lin ließ ihn hinrichten, was ihm viel Hass von der Armee eintrug, bei der Zhu Yi sehr beliebt gewesen war.
Weil Sun Lin jetzt handlungsunfähig war, konnte er Zhuge Dan nicht helfen, dessen Aufstand 258 niedergeschlagen wurde. Wen Qin wurde mit seinen Truppen von den Wei gefangen genommen.

### Absetzung Sun Liangs
Sun Lin wusste, dass er das Volk und den jungen Kaiser gleichsam gegen sich hatte, und ging nicht in die Hauptstadt Jianye zurück. Er sandte lediglich Vertraute dahin, die die Stadtverteidigung übernahmen. Sun Liang verwor sich mit der Prinzessin Dahu, dem General Liu Cheng, seinem Stiefvater Quan Shang und seinem Stiefbruder Quan Ji, um Sun Lin zu stürzen. Quan Shang hielt den Plan nicht vor seiner Gemahlin geheim, die Sun Lins Cousine war. Sie warnte Sun Lin, der Quan Shang sofort gefangen nahm und Liu Cheng hinrichten ließ. Er umstellte den Palast und zwang die Beamten, Sun Liang abzusetzen. Dem Volk erklärte Sun Lin, der Kaiser leide an einer Psychose. Sun Liang wurde zum Prinzen von Kuaiji degradiert.
Sun Lin bestimmte Sun Liangs älteren Bruder Sun Xiu zum neuen Kaiser, der ihn mit Geschenken einlullte. Er schenkte Sun Lin fünf weitere Länder für seine Mark und machte seine Brüder zu Marquisen. Bald aber kippte das Verhältnis der beiden wegen eines kleinen Zwischenfalls: Sun Xiu hatte ein Geschenk Sun Lins, Fleisch und Wein, abgelehnt. Deshalb brachte Sun Lin das Essen dem General Zhang Bu, dem er seine Enttäuschung über Sun Xius Ablehnung mitteilte. Er ließ auch eine Bemerkung fallen, dass er vielleicht einen anderen Kaiser gewählt haben sollte. Zhang Bu brachte dies alles vor Sun Xiu, der zwar weiterhin freundlich gegen Sun Lin blieb, aber er beobachtete ihn genau. Als Sun Lin um Versetzung in die sekundäre Hauptstadt Wuchang (im heutigen Ezhou, Hubei) bat, wurde sie ihm gewährt.
Sun Xiu fürchtete, dass Sun Lin einen Aufstand vorhatte. Er verschwor sich mit Zhang Bu und dem Veteranengeneral Ding Feng, um Sun Lin beim Laba-Fest zu töten. Sun Lin erfuhr zwar davon, erschien aber dennoch beim Fest und wurde von den Soldaten Zhang Bus und Ding Fengs festgenommen. Sun Lin flehte Sun Xiu um sein Leben an; er war bereit, in die Jiao-Provinz (heutiges nördliches Vietnam) zu gehen oder sogar als Sklave zu leben. Aber Sun Xiu lehnte ab, denn Sun Lin hatte Teng Yin und Lu Ju auch nicht diese Gelegenheit gegeben. Sun Lin wurde mit einigen Mitgliedern seiner Sippe hingerichtet.